# Lorensbergsteatern
Le Lorensbergsteatern est un bâtiment de théâtre situé Lorensbergsparken à Göteborg,.
Le théâtre a été conçu par l'architecte Karl M. Bengtson, l'intérieur étant réalisé par l'Allemand C. Roeder

## Histoire
Lorsque le théâtre est achevé en 1916, après un peu plus de cinq mois de travaux, il était considéré comme le plus moderne d'Europe avec une capacité d'accueil de 1 000 personnes et, entre autres, une scène tournante. La première mondiale, avec 800 invités, a eu lieu le 27 octobre 1916 avec la pièce Le Songe d'August Strindberg et la dernière représentation le 30 avril 1934.
Quand le nouveau théâtre municipal de Göteborg est achevé en 1934, Lorensbergsteatern est transformé en cinéma et est acquis par le Scanian et l'avocat Sture Persson. Le 19 septembre 1934, le Lorensbergs-Bio est inauguré avec New York-Miami (It Happened One Night) de Frank Capra, avec Clark Gable. Le cinéma ferme le 13 septembre 1987 et les locaux sont de nouveau utilisés comme théâtre. En 1987, le Théâtre national y produit une production théâtrale de Peter Pan avant que le Kulturtuben ne prenne le relais. Lorensbergsteatern est également le nom d'une société en commandite détenue par Kulturtuben.

## Quelques productions
Les premières au Lorensbergsteatern étaient considérées à cette époque comme des événements majeurs du théâtre suédois, et les journaux de Stockholm envoyaient également des critiques à Göteborg.
Parmi les plus grands succès artistiques figurent Peer Gynt d'Ibsen, avec John Ekman et Gösta Cederlund en alternance dans le rôle-titre (1919), Master Olof de Strindberg, avec Olof Sandborg dans le rôle-titre et Tekla Sjöblom et Georg Blickingberg (1920), Comme il vous plaira de Shakespeare (1920), Hamlet, avec Gabriel Alw dans le rôle-titre (1920), Folkungasagan de Strindberg (1920), Le Roi Lear avec Lars Hanson dans le rôle-titre (1921), Othello, avec Blickingberg dans le rôle-titre (1921), Roméo et Juliette (1922) et Le Chemin de Damas de Strindberg, mis en scène par Knut Ström dans des décors de Sandro Malmquist (1922). Entrecoupés des grands ensembles, des pièces plus intimistes sont également été produites.